# Markus Theisen
Markus Theisen (* 1968) ist ein deutscher Autor von Kriminalromanen und Kinderbüchern.

## Leben und Wirken
Nach Ende seiner Schulzeit absolvierte Theisen eine Lehre zum Fernmelde-Techniker, später legte er das Fachabitur ab. Er ist bis heute im Kommunikationsbereich tätig.
Ab dem Jahr 2010 entdeckte Theisen seine Leidenschaft für das Schreiben von Kriminalromanen. In der Folgezeit entstanden bisher sechs Bücher mit dem Kommissar Fritz Weller in der Hauptrolle, der im Großraum der Eifel ermittelt, wo Theisen mit seiner Familie in der Nähe des Laacher Sees auch selbst lebt. Vier dieser Romane wurden im Verlag SWB Media Entertainment herausgegeben, der fünfte, in dem Theisen seine eigene Leidenschaft für den Langstreckenlauf thematisiert, und der sechste erschienen im Eifeler Literaturverlag.
Darüber hinaus gab Theisen bisher zwei Lyrikbändchen, die zum Teil auch in den Heimatjahrbüchern des Kreises Mayen-Koblenz veröffentlicht wurden, und zwei Kinderbücher heraus.
Theisen ist Mitglied im Autorenverbandes Syndikat e. V., dem Verein für deutschsprachige Kriminalliteratur und Ausrichter der Criminale. Er hält seit einigen Jahren mit seinen Eifelkrimis und Kinderbüchern Lesungen in diversen Formaten.

## Schriften (Auswahl)
- Novemberrot: eine schicksalhafte Begegnung. SWB Verlag, Stuttgart 2012, ISBN 978-3-942661-54-6.
- Meer der Zeit: Gedichte und Anekdoten. SWB Verlag, Stuttgart 2015, ISBN 978-3-945769-06-5.
- Tödliche Verheißung. Eifelkrimi. SWB Verlag, Stuttgart 2017, ISBN 978-3-944264-51-6.
- Kreuzwege. Kriminalroman. SWB Verlag, Stuttgart 2017, ISBN 978-3-946686-10-1.
- Am Ende lacht nur der Tod. Kriminalroman. SWB Verlag, Stuttgart 2019, ISBN 978-3-96438-014-2.
- Hoppi, der Mondfloh. Papierfresserchens MTM Verlag, Langenargen 2020, ISBN 978-3-86196-935-8.
- Wer schneller läuft ist länger tot. Eifeler Literaturverlag, Aachen 2021, ISBN 978-3-96123-016-7.
- Hoppis abenteuerliche Flussreise. Papierfresserschens MTM Verlag, Langenargen 2023, ISBN 978-3-96074-613-3.
- Es stirbt sich gut am Laacher See. Eifelkrimi. Eifeler Literaturverlag, Aachen 2024, ISBN 978-3-96123-094-5.